# Eragrostis advena
Eragrostis advena là một loài thực vật có hoa trong họ Hòa thảo. Loài này được (Stapf) S.M.Phillips mô tả khoa học đầu tiên năm 1982.